# WTA Tour 2023
WTA Tour 2023 var den 53. sæson af WTA Tour, den professionelle tour for kvindelige tennisspillere, siden etableringen i 1970. Touren bestod af 50 turneringer fordelt i tre kategorier, samt de sæsonafsluttende turneringer, WTA Finals og WTA Elite Trophy, samt holdturneringen United Cup for mixed hold. På grund af et sponsorat fra virksomheden Hologic blev sæsonen afviklet under navnet Hologic WTA Tour.
Sæsonkalenderen blev i første omgang kun offentliggjort til og med US Open 2023, og først den 2. juni 2023 blev programmet for efteråret offentliggjort. Og først den 7. september 2023 kunne WTA Tour offentliggøre Cancún som værtsby for årets WTA Finals.
Siden Ruslands invasion af Ukraine i begyndelsen af 2022 havde tennissportens styrende organer, WTA, ATP, ITF og de fire grand slam-turneringer, tilladt, at spillere fra Rusland og Hviderusland fortsat kunne deltage i turneringer på ATP Tour og WTA Tour, men de kunne ikke stille op under landenes navne eller flag, og spillerne fra de to lande deltog derfor i turneringerne under neutralt flag.

## Turneringer

### Kategorier
WTA Tour 2023 bestod af 50 almindelige turneringer fordelt i tre kategorier:
- 9 turneringer i kategorien WTA 1000
- 12 turneringer i kategorien WTA 500
- 29 turneringer i kategorien WTA 250

Hertil kom den sæsonafsluttende turnering, WTA Finals, samt United Cup for mixed hold, der blev afviklet i samarbejde med ATP Tour.
Derudover indgik de fire grand slam-turneringer og Billie Jean King Cup også i tourens kalender, og resultaterne opnået i grand slam-turneringerne gav også point til WTA's verdensrangliste, selvom turneringerne ikke var WTA-turneringer.

## Kalender
| Uge | Startdato     | Værtsby                  | Turnering                                       | Kategori             | Underlag      | Deltagere         | Præmiesum     | TFC         |
| --- | ------------- | ------------------------ | ----------------------------------------------- | -------------------- | ------------- | ----------------- | ------------- | ----------- |
| 52-1 | 26. december  | Brisbane, Perth, Sydney  | United Cup                                      | United Cup           | Hardcourt     | 16 hold           | $ 7.500.000   | -           |
| 1 | 1. januar     | Adelaide                 | Adelaide International 1                        | WTA 500              | Hardcourt     | 30S / 24Q / 16D   | -             | $ 826.837   |
| 1 | 2. januar     | New Zealand              | ASB Classic                                     | WTA 250              | Hardcourt     | 32S / 24Q / 16D   | -             | $ 259.303   |
| 2 | 9. januar     | Adelaide                 | Adelaide International 2                        | WTA 500              | Hardcourt     | 30S / 24Q / 16D   | -             | $ 780.637   |
| 2 | 9. januar     | Hobart                   | Hobart International                            | WTA 250              | Hardcourt     | 32S / 24Q / 16D   | -             | $ 259.303   |
| 3-4 | 16. januar    | Melbourne                | Australian Open                                 | Grand slam *         | Hardcourt     | 128S / 128Q / 64D | A$ 34.822.400 | -           |
| 5 | 30. januar    | Hua Hin                  | Thailand Open                                   | WTA 250              | Hardcourt     | 32S / 24Q / 16D   | -             | $ 259.303   |
| 5 | 30. januar    | Lyon                     | Open 6e Sens Métropole de Lyon                  | WTA 250              | Hardcourt (i) | 32S / 24Q / 16D   | -             | € 225.480   |
| 6 | 6. februar    | Abu Dhabi                | Mubadala Abu Dhabi Open                         | WTA 500              | Hardcourt     | 28S / 24Q / 16D   | -             | $ 780.637   |
| 6 | 6. februar    | Linz                     | Upper Austria Ladies Linz                       | WTA 250              | Hardcourt (i) | 32S / 24Q / 16D   | -             | € 225.480   |
| 7 | 13. februar   | Doha                     | Qatar TotalEnergies Open                        | WTA 500              | Hardcourt     | 28S / 32Q / 16D   | -             | $ 780.637   |
| 8 | 19. februar   | Dubai                    | Dubai Duty Free Tennis Chapionships             | WTA 1000             | Hardcourt     | 56S / 32Q / 28D   | -             | $ 2.788.468 |
| 8 | 20. februar   | Mérida                   | Mérida Open Akron                               | WTA 250              | Hardcourt     | 32S / 24Q / 16D   | -             | $ 259.303   |
| 9 | 28. februar   | Monterrey                | Abierto GNP Seguros                             | WTA 250              | Hardcourt     | 32S / 24Q / 16D   | -             | $ 259.303   |
| 9 | 28. februar   | Austin                   | ATX Open                                        | WTA 250              | Hardcourt (i) | 32S / 24Q / 16D   | -             | $ 259.303   |
| 10-11 | 8. marts      | Indian Wells             | BNP Paribas Open                                | WTA 1000             | Hardcourt     | 96S / 48Q / 32D   | -             | $ 8.800.000 |
| 12-13 | 21. marts     | Miami                    | Miami Open presented by Itaú                    | WTA 1000             | Hardcourt     | 96S / 48Q / 32D   | -             | $ 8.800.000 |
| 14 | 3. april      | Charleston               | Credit One Charleston Open                      | WTA 500              | Grus          | 56S / 32Q / 16D   | -             | $ 780.637   |
| 14 | 3. april      | Bogotá                   | Copa Colsanitas presentado por Zurich           | WTA 250              | Grus          | 32S / 24Q / 16D   | -             | $ 259.303   |
| 15 | 10. april     |                          | Billie Jean King Cup-kvalfikation               | Billie Jean King Cup |               | 18 hold           | -             | -           |
| 16 | 17. april     | Stuttgart                | Porsche Tennis Grand Prix                       | WTA 500              | Grus (i)      | 28S / 16Q / 16D   | -             | € 678.814   |
| 17-18 | 25. april     | Madrid                   | Mutua Madrid Open                               | WTA 1000             | Grus          | 96S / 48Q / 32D   | -             | € 7.705.780 |
| 19-20 | 8. maj        | Rom                      | Internazionali BNL d'Italia                     | WTA 1000             | Grus          | 96S / 48Q / 32D   | -             | € 3.572.618 |
| 21 | 21. maj       | Rabat                    | Grand Prix SAR La Princesse Lalla Meryem        | WTA 250              | Grus          | 32S / 16Q / 16D   | -             | $ 259.303   |
| 21 | 21. maj       | Strasbourg               | Internationaux de Strasbourg                    | WTA 250              | Grus          | 32S / 16Q / 16D   | -             | € 225.480   |
| 22-23 | 28. maj       | Paris                    | Roland-Garros                                   | Grand slam *         | Grus          | 128S / 128Q / 64D | € 23.115.000  | -           |
| 24 | 12. juni      | 's-Hertogenbosch         | Libema Open                                     | WTA 250              | Græs          | 32S / 24Q / 16D   | -             | € 225.480   |
| 24 | 12. juni      | Nottingham               | Rothesay Open                                   | WTA 250              | Græs          | 32S / 24Q / 16D   | -             | $ 259.303   |
| 25 | 19. juni      | Berlin                   | bett1open presented by Ecotrans Group           | WTA 500              | Græs          | 32S / 24Q / 16D   | -             | € 678.814   |
| 25 | 19. juni      | Birmingham               | Rothesay Classic                                | WTA 250              | Græs          | 32S / 24Q / 16D   | -             | $ 259.203   |
| 26 | 25. juni      | Eastbourne               | Rothesay International Eastbourne               | WTA 500              | Græs          | 32S / 24Q / 16D   | -             | $ 780.637   |
| 26 | 25. juni      | Bad Homburg vor der Höhe | Bad Homburg Open presented by Engel & Völkers   | WTA 250              | Græs          | 32S / 8Q / 16D    | -             | $ 259.303   |
| 27-28 | 3. juli       | London                   | Wimbledon-mesterskaberne                        | Grand slam *         | Græs          | 128S / 128Q / 64D | £ 20.747.000  | -           |
| 29 | 17. juli      | Palermo                  | Palermo Ladies Open                             | WTA 250              | Grus          | 32S / 24Q / 16D   | -             | € 225.480   |
| 29 | 17. juli      | Budapest                 | Hungarian Grand Prix                            | WTA 250              | Grus          | 32S / 24Q / 16D   | -             | € 225.480   |
| 30 | 23. juli      | Hamborg                  | Hamburg European Open                           | WTA 250              | Grus          | 32S / 24Q / 16D   | -             | € 225.480   |
| 30 | 24. juli      | Lausanne                 | Ladies Open Lausanne                            | WTA 250              | Grus          | 32S / 24Q / 16D   | -             | $ 259.303   |
| 30 | 24. juli      | Warszawa                 | BNP Paribas Poland Open                         | WTA 250              | Hardcourt     | 32S / 24Q / 16D   | -             | $ 259.303   |
| 31 | 31. juli      | Washington DC            | Mubadala Citi DC Open                           | WTA 500              | Hardcourt     | 28S / 16Q / 16D   | -             | $ 780.637   |
| 31 | 31. juli      | Prag                     | Livesport Prague Open                           | WTA 250              | Hardcourt     | 32S / 24Q / 16D   | -             | $ 259.303   |
| 32 | 8. august     | Montréal                 | Omnium National Bank presented by Rogers        | WTA 1000             | Hardcourt     | 56S / 32Q / 28D   | -             | $ 2.788.468 |
| 33 | 14. august    | Cincinnati               | Western & Southern Open                         | WTA 1000             | Hardcourt     | 56S / 32Q / 28D   | -             | $ 2.788.468 |
| 34 | 20. august    | Cleveland                | Tennis in the Land                              | WTA 250              | Hardcourt     | 32S / 16Q / 16D   | -             | $ 271.363   |
| 35-36 | 28. august    | New York City            | US Open                                         | Grand slam *         | Hardcourt     | 128S / 128Q / 64D | $ 29.148.800  | -           |
| 37 | 11. september | San Diego                | San Diego Open                                  | WTA 500              | Hardcourt     | 28S / 16Q / 16D   | -             | $ 780.637   |
| 37 | 11. september | Osaka                    | Kinoshita Group Japan Open Tennis Championships | WTA 250              | Hardcourt     | 32S / 24Q / 16D   | -             | $ 259.303   |
| 38 | 18. september | Guadalajara              | Guadalajara Open Akron                          | WTA 1000             | Hardcourt     | 56S / 32Q / 28D   | -             | $ 2.788.468 |
| 38 | 18. september | Guangzhou                | Galaxy Holding Group Guangzhou Open             | WTA 250              | Hardcourt     | 32S / 24Q / 16D   | -             | $ 259.303   |
| 39 | 25. september | Tokyo                    | Toray Pan Pacific Open                          | WTA 500              | Hardcourt     | 28S / 16Q / 16D   | -             | $ 780.637   |
| 39 | 25. september | Ningbo                   | Ningbo Open                                     | WTA 250              | Hardcourt     | 32S / 24Q / 16D   | -             | $ 259.303   |
| 40 | 2. oktober    | Beijing                  | China Open                                      | WTA 1000             | Hardcourt     | 56S / 32Q / 28D   | -             | $ 8.127.389 |
| 41 | 9. oktober    | Zhengzhou                | Zhengzhou Open                                  | WTA 500              | Hardcourt     | 28S / 16Q / 16D   | -             | $ 780.637   |
| 41 | 9. oktober    | Hongkong                 | Prudential Hong Kong Tennis Open                | WTA 250              | Hardcourt     | 32S / 24Q / 16D   | -             | $ 259.303   |
| 41 | 9. oktober    | Seoul                    | Hana Bank Korea Open                            | WTA 250              | Hardcourt     | 32S / 24Q / 16D   | -             | $ 259.303   |
| 43 | 16. oktober   | Monastir                 | Jasmin Open Monastir                            | WTA 250              | Hardcourt     | 32S / 24Q / 16D   | -             | $ 259.303   |
| 43 | 16. oktober   | Nanchang                 | Jiangxi Open                                    | WTA 250              | Hardcourt     | 32S / 24Q / 16D   | -             | $ 259.303   |
| 43 | 16. oktober   | Cluj-Napoca              | Transylvania Open                               | WTA 250              | Hardcourt (i) | 32S / 24Q / 16D   | -             | $ 259.303   |
| 43 | 23. oktober   | Zhuhai                   | Huafa Technology WTA Elite Trophy               | WTA 250              | Hardcourt     | 12S / 6D          | -             | $ 2.409.000 |
| 44 | 29. oktober   | Cancún                   | BNP Seguros WTA Finals Cancun                   | WTA 250              | Hardcourt     | 8S / 8D           | -             | $ 9.000.000 |
| Noter * Grand slam-turneringerne er ikke en del af WTA Tour, men de er en del af tourens kalender og giver point til WTA's verdensrangliste. ** Billie Jean King Cup er ikke en del af WTA Tour, men turneringerne er en del af tourens kalender. (i) Indendørs |               |                          |                                                 |                      |               |                   |               |             |

## Finaler

### Single
| Uge | Værtsby                  | Turnering                                       | Vinder                   | Finalist                 | Finaleres.               | 1.-præmie                | 2.-præmie                |
| Grand slam-turneringer * | Grand slam-turneringer * | Grand slam-turneringer *                        | Grand slam-turneringer * | Grand slam-turneringer * | Grand slam-turneringer * | Grand slam-turneringer * | Grand slam-turneringer * |
| --- | ------------------------ | ----------------------------------------------- | ------------------------ | ------------------------ | ------------------------ | ------------------------ | ------------------------ |
| 3-4 | Melbourne                | Australian Open                                 | Aryna Sabalenka          | Jelena Rybakina          | 4–6, 6–3, 6–4            | A$ 2.975.000             | A$ 1.625.000             |
| 22-23 | Paris                    | Roland-Garros                                   | Iga Świątek              | Karolína Muchová         | 6–2, 5–7, 6–4            | € 2.300.000              | € 1.150.000              |
| 27-28 | London                   | Wimbledon-mesterskaberne                        | Markéta Vondroušová      | Ons Jabeur               | 6–4, 6–4                 | £ 2.350.000              | £ 1.175.000              |
| 35-36 | New York City            | US Open                                         | Coco Gauff               | Aryna Sabalenka          | 2–6, 6–3, 6–2            | $ 3.000.000              | $ 1.500.000              |
| Sæsonafsluttende turneringer |                          |                                                 |                          |                          |                          |                          |                          |
| 44 | Cancún                   | BNP Seguros WTA Finals Cancun                   | Iga Świątek              | Jessica Pegula           | 6–1, 6–0                 | $ 3.078.000              | $ 1.602.000              |
| 43 | Zhuhai                   | Huafa Technology WTA Elite Trophy               | Beatriz Haddad Maia      | Zheng Qinwen             | 7–6(11), 7–6(4)          | $ 770.000                | $ 385.000                |
| WTA 1000 |                          |                                                 |                          |                          |                          |                          |                          |
| 8 | Dubai                    | Dubai Duty Free Tennis Championships            | Barbora Krejčíková       | Iga Świątek              | 6–4, 6–2                 | $ 454.500                | $ 267.690                |
| 10-11 | Indian Wells             | BNP Paribas Open                                | Jelena Rybakina          | Aryna Sabalenka          | 7–6(11), 6–4             | $ 1.262.220              | $ 662.360                |
| 12-13 | Miami                    | Miami Open presented by Itaú                    | Petra Kvitová            | Jelena Rybakina          | 7–6(14), 6–2             | $ 1.262.220              | $ 662.360                |
| 17-18 | Madrid                   | Mutua Madrid Open                               | Aryna Sabalenka          | Iga Świątek              | 6–3, 3–6, 6–3            | € 1.105.265              | € 580.000                |
| 19-20 | Rom                      | Internazionali BNL d'Italia                     | Jelena Rybakina          | Anhelina Kalinina        | 6–4, 1–0 opg.            | € 521.754                | € 272.200                |
| 32 | Montréal                 | National Bank Open                              | Jessica Pegula           | Ljudmila Samsonova       | 6–1, 6–0                 | $ 454.500                | $ 267.690                |
| 33 | Cincinnati               | Western & Southern Open                         | Coco Gauff               | Karolína Muchová         | 6–3, 6–4                 | $ 454.500                | $ 267.690                |
| 38 | Guadalajara              | Guadalajara Open Akron                          | Maria Sakkari            | Caroline Dolehide        | 7–5, 6–3                 | $ 454.500                | $ 267.690                |
| 40 | Beijing                  | China Open                                      | Iga Świątek              | Ljudmila Samsonova       | 6–2, 6–2                 | $ 1.324.000              | $ 780.000                |
| WTA 500 |                          |                                                 |                          |                          |                          |                          |                          |
| 1 | Adelaide                 | Adelaide International 1                        | Aryna Sabalenka          | Linda Nosková            | 6–3, 7–6(4)              | $ 120.150                | $ 74.161                 |
| 2 | Adelaide                 | Adelaide International 2                        | Belinda Bencic           | Darja Kasatkina          | 6–0, 6–2                 | $ 120.150                | $ 74.161                 |
| 6 | Abu Dhabi                | Mubadala Abu Dhabi Open                         | Belinda Bencic           | Ljudmila Samsonova       | 1–6, 7–6(8), 6–4         | $ 120.150                | $ 74.161                 |
| 7 | Doha                     | Qatar TotalEnergies Open                        | Iga Świątek              | Jessica Pegula           | 6–3, 6–0                 | $ 120.150                | $ 74.161                 |
| 14 | Charleston               | Credit One Charleston Open                      | Ons Jabeur               | Belinda Bencic           | 7–6(6), 6–4              | $ 120.150                | $ 74.155                 |
| 16 | Stuttgart                | Porsche Tennis Grand Prix                       | Iga Świątek              | Aryna Sabalenka          | 6–3, 6–4                 | € 104.478                | € 64.500                 |
| 25 | Berlin                   | bett1open presented by Ecotrans Group           | Petra Kvitová            | Donna Vekić              | 6–2, 7–6(6)              | € 104.478                | € 64.500                 |
| 26 | Eastbourne               | Rothesay International                          | Madison Keys             | Darja Kasatkina          | 6–2, 7–6(13)             | $ 120.150                | $ 74.161                 |
| 31 | Washington DC            | Mubadala City DC Open                           | Coco Gauff               | Maria Sakkari            | 6–2, 6–3                 | $ 120.150                | $ 74.161                 |
| 37 | San Diego                | San Diego Open                                  | Barbora Krejčíková       | Sofia Kenin              | 6–4, 2–6, 6–4            | $ 120.150                | $ 74.161                 |
| 39 | Tokyo                    | Toray Pan Pacific Open                          | Veronika Kudermetova     | Jessica Pegula           | 7–5, 6–1                 | $ 120.150                | $ 74.161                 |
| 41 | Zhengzhou                | Zhengzhou Open                                  | Zheng Qinwen             | Barbora Krejčíková       | 2–6, 6–2, 6–4            | $ 120.150                | $ 74.161                 |
| WTA 250 |                          |                                                 |                          |                          |                          |                          |                          |
| 1 | Auckland                 | ASB Classic                                     | Coco Gauff               | Rebeka Masarova          | 6–1, 6–1                 | $ 34.228                 | $ 20.226                 |
| 2 | Hobart                   | Hobart International                            | Lauren Davis             | Elisabetta Cocciaretto   | 7–6(0), 6–2              | $ 34.228                 | $ 20.226                 |
| 5 | Hua Hin                  | Thailand Open                                   | Zhu Lin                  | Lesja Tsurenko           | 6–4, 6–4                 | $ 34.228                 | $ 20.226                 |
| 5 | Lyon                     | Open 6e Sens                                    | Alycia Parks             | Caroline Garcia          | 7–6(7), 7–5              | € 29.760                 | € 17.590                 |
| 6 | Linz                     | Upper Austria Ladies Linz                       | Anastasija Potapova      | Petra Martić             | 6–3, 6–1                 | € 29.760                 | € 17.590                 |
| 8 | Mérida                   | Mérida Open Akron                               | Camila Giorgi            | Rebecca Peterson         | 7–6(3), 1–6, 6–2         | $ 34.228                 | $ 20.226                 |
| 9 | Monterrey                | Abierto GNP Seguros                             | Donna Vekić              | Caroline Garcia          | 6–4, 3–6, 7–5            | $ 34.228                 | $ 20.226                 |
| 9 | Austin                   | ATX Open                                        | Marta Kostjuk            | Varvara Gratjeva         | 6–3, 7–5                 | $ 34.228                 | $ 20.226                 |
| 14 | Bogotá                   | Copa Colsanitas presentado por Zurich           | Tatjana Maria            | Peyton Stearns           | 6–3, 2–6, 6–4            | $ 34.228                 | $ 20.226                 |
| 21 | Rabat                    | Grand Prix SAR La Princesse Lalla Meryem        | Lucia Bronzetti          | Julia Grabher            | 6–4, 5–7, 7–5            | $ 34.228                 | $ 20.226                 |
| 21 | Strasbourg               | Internationaux de Strasbourg                    | Elina Svitolina          | Anna Blinkova            | 6–2, 6–3                 | € 29.760                 | € 17.590                 |
| 24 | 's-Hertogenbosch         | Libema Open                                     | Jekaterina Aleksandrova  | Veronika Kudermetova     | 4–6, 6–4, 7–6(3)         | € 29.760                 | € 17.590                 |
| 24 | Nottingham               | Rothesay Open                                   | Katie Boulter            | Jodie Burrage            | 6–3, 6–3                 | $ 34.228                 | $ 20.226                 |
| 25 | Birmingham               | Rothesay Classic                                | Jeļena Ostapenko         | Barbora Krejčíková       | 7–6(8), 6–4              | $ 34.228                 | $ 20.226                 |
| 26 | Bad Homburg vor der Höhe | Bad Homburg Open presented by Engel & Völkers   | Kateřina Siniaková       | Lucia Bronzetti          | 6–2, 7–6(5)              | $ 29.760                 | $ 17.590                 |
| 29 | Palermo                  | Palermo Ladies Open                             | Zheng Qinwen             | Jasmine Paolini          | 6–4, 1–6, 6–1            | € 29.760                 | € 17.590                 |
| 29 | Budapest                 | Hungarian Grand Prix                            | Marija Timofejeva        | Kateryna Baindl          | 6–3, 3–6, 6–0            | € 29.760                 | € 17.590                 |
| 30 | Hamborg                  | Hamburg European Open                           | Arantxa Rus              | Noma Noha Akugue         | 6–0, 7–6(3)              | € 29.760                 | € 17.590                 |
| 30 | Lausanne                 | Ladies Open Lausanne                            | Elisabetta Cocciaretto   | Clara Burel              | 7–5, 4–6, 6–4            | $ 34.228                 | $ 20.226                 |
| 30 | Warszawa                 | BNP Paribas Poland Open                         | Iga Świątek              | Laura Siegemund          | 6–0, 6–1                 | $ 34.228                 | $ 20.226                 |
| 31 | Prag                     | Livesport Prague Open                           | Nao Hibino               | Linda Nosková            | 6–4, 6–1                 | $ 34.228                 | $ 20.226                 |
| 34 | Cleveland                | Tennis in the Land                              | Sara Sorribes Tormo      | Jekaterina Aleksandrova  | 3–6, 6–4, 6–4            | $ 34.228                 | $ 20.226                 |
| 37 | Osaka                    | Kinoshita Group Japan Open Tennis Championships | Ashlyn Krueger           | Zhu Lin                  | 6–3, 7–6(6)              | $ 34.228                 | $ 20.226                 |
| 38 | Guangzhou                | Galaxy Holding Group Guangzhou Open             | Wang Xiyu                | Magda Linette            | 6–0, 6–2                 | $ 34.228                 | $ 20.226                 |
| 39 | Ningbo                   | Ningbo Open                                     | Ons Jabeur               | Diana Sjnaider           | 6–2, 6–1                 | $ 34.228                 | $ 20.226                 |
| 41 | Hongkong                 | Prudential Hong Kong Tennis Open                | Leylah Fernandez         | Kateřina Siniaková       | 3–6, 6–4, 6–4            | $ 34.228                 | $ 20.226                 |
| 41 | Seoul                    | Hana Bank Korea Open                            | Jessica Pegula           | Yuan Yue                 | 6–2, 6–3                 | $ 34.228                 | $ 20.226                 |
| 42 | Monastir                 | Jasmin Open Monastir                            | Elise Mertens            | Jasmine Paolini          | 6–3, 6–0                 | $ 34.228                 | $ 20.226                 |
| 42 | Nanchang                 | Jiangxi Open                                    | Kateřina Siniaková       | Marie Bouzková           | 1–6, 7–6(5), 7–6(4)      | $ 34.228                 | $ 20.226                 |
| 42 | Cluj-Napoca              | Transylvania Open                               | Tamara Korpatsch         | Elena-Gabriela Ruse      | 6–3, 6–4                 | $ 34.228                 | $ 20.226                 |
| Noter * Grand slam-turneringerne er ikke en del af WTA Tour, men de er en del af tourens kalender og giver point til WTA's verdensrangliste. |                          |                                                 |                          |                          |                          |                          |                          |

### Double
| Uge | Værtsby                  | Turnering                                       | Vinder                                      | Finalist                                  | Finaleres.               | 1.-præmie                | 2.-præmie                |
| Grand slam-turneringer * | Grand slam-turneringer * | Grand slam-turneringer *                        | Grand slam-turneringer *                    | Grand slam-turneringer *                  | Grand slam-turneringer * | Grand slam-turneringer * | Grand slam-turneringer * |
| --- | ------------------------ | ----------------------------------------------- | ------------------------------------------- | ----------------------------------------- | ------------------------ | ------------------------ | ------------------------ |
| 3-4 | Melbourne                | Australian Open                                 | Barbora Krejčíková Kateřina Siniaková       | Shuko Aoyama Ena Shibahara                | 6–4, 6–3                 | A$ 695.000               | A$ 370.000               |
| 22-23 | Paris                    | Roland-Garros                                   | Hsieh Su-Wei Wang Xinyu                     | Leylah Fernandez Taylor Townsend          | 1–6, 7–6(5), 6–1         | € 590.000                | € 295.000                |
| 27-28 | London                   | Wimbledon-mesterskaberne                        | Hsieh Su-Wei Barbora Strýcová               | Storm Hunter Elise Mertens                | 7–5, 6–4                 | £ 600.000                | £ 300.000                |
| 35-36 | New York City            | US Open                                         | Gabriela Dabrowski Erin Routliffe           | Laura Siegemund Vera Zvonarjova           | 7–6(9), 6–3              | $ 700.000                | $ 350.000                |
| Sæsonafsluttende turneringer |                          |                                                 |                                             |                                           |                          |                          |                          |
| 44 | Cancún                   | BNP Seguros WTA Finals Cancun                   | Laura Siegemund Vera Zvonarjova             | Nicole Melichar-Martinez Ellen Perez      | 6–4, 6–4                 | $ 621.000                | $ 315.000                |
| 43 | Zhuhai                   | Huafa Technology WTA Elite Trophy               | Beatriz Haddad Maia Veronika Kudermetova    | Miyu Kato Aldila Sutjiadi                 | 6–3, 6–3                 | $ 55.000                 | $ 44.000                 |
| WTA 1000 |                          |                                                 |                                             |                                           |                          |                          |                          |
| 8 | Dubai                    | Dubai Duty Free Tennis Championships            | Veronika Kudermetova Ljudmila Samsonova     | Chan Hao-Ching Latisha Chan               | 6–4, 6–7(4), [10–1]      | $ 133.840                | $ 75.288                 |
| 10-11 | Indian Wells             | BNP Paribas Open                                | Barbora Krejčíková Kateřina Siniaková       | Beatriz Haddad Maia Laura Siegemund       | 6–1, 6–7(3), [10–7]      | $ 436.730                | $ 231.660                |
| 12-13 | Miami                    | Miami Open presented by Itaú                    | Coco Gauff Jessica Pegula                   | Leylah Fernandez Taylor Townsend          | 7–6(6), 6–2              | $ 436.730                | $ 231.660                |
| 17-18 | Madrid                   | Mutua Madrid Open                               | Viktorija Azarenka Beatriz Haddad Maia      | Coco Gauff Jessica Pegula                 | 6–1, 6–4                 | € 382.420                | € 202.850                |
| 19-20 | Rom                      | Internazionali BNL d'Italia                     | Storm Hunter Elise Mertens                  | Coco Gauff Jessica Pegula                 | 6–4, 6–4                 | € 182.170                | € 96.430                 |
| 32 | Montréal                 | National Bank Open                              | Shuko Aoyama Ena Shibahara                  | Desirae Krawczyk Demi Schuurs             | 6–4, 4–6, [13–11]        | $ 133.840                | $ 75.286                 |
| 33 | Cincinnati               | Western & Southern Open                         | Alycia Parks Taylor Townsend                | Nicole Melichar-Martinez Ellen Perez      | 6–7(1), 6–4, [10–6]      | $ 133.840                | $ 75.286                 |
| 38 | Guadalajara              | Guadalajara Open Akron                          | Storm Hunter Elise Mertens                  | Gabriela Dabrowski Erin Routliffe         | 3–6, 6–2, [10–4]         | $ 133.840                | $ 75.286                 |
| 40 | Beijing                  | China Open                                      | Marie Bouzková Sara Sorribes Tormo          | Chan Hao-Ching Giuliana Olmos             | 3–6, 6–0, [10–4]         | $ 390.218                | $ 218.001                |
| WTA 500 |                          |                                                 |                                             |                                           |                          |                          |                          |
| 1 | Adelaide                 | Adelaide International 1                        | Asia Muhammad Taylor Townsend               | Storm Hunter Kateřina Siniaková           | 6–2, 7–6(2)              | $ 40.100                 | $ 24.300                 |
| 2 | Adelaide                 | Adelaide International 2                        | Luisa Stefani Taylor Townsend               | Anastasija Pavljutjenkova Jelena Rybakina | 7–5, 7–6(3)              | $ 40.100                 | $ 24.300                 |
| 6 | Abu Dhabi                | Mubadala Abu Dhabi Open                         | Luisa Stefani Zhang Shuai                   | Shuko Aoyama Chan Hao-Ching               | 3–6, 6–2, [10–8]         | $ 40.100                 | $ 24.300                 |
| 7 | Doha                     | Qatar TotalEnergies Open                        | Coco Gauff Jessica Pegula                   | Ljudmyla Kitjenok Jeļena Ostapenko        | 6–4, 2–6, [10–7]         | $ 40.100                 | $ 24.300                 |
| 14 | Charleston               | Credit One Charleston Open                      | Danielle Collins Desirae Krawczyk           | Giuliana Olmos Ena Shibahara              | 0–6, 6–4, [14–12]        | $ 40.100                 | $ 24.300                 |
| 16 | Stuttgart                | Porsche Tennis Grand Prix                       | Desirae Krawczyk Demi Schuurs               | Nicole Melichar-Martinez Giuliana Olmos   | 6–4, 6–1                 | € 34.870                 | € 21.130                 |
| 25 | Berlin                   | bett1open presented by Ecotrans Group           | Caroline Garcia Luisa Stefani               | Kateřina Siniaková Markéta Vondroušová    | 4–6, 7–6(8), [10–4]      | € 34.870                 | € 21.130                 |
| 26 | Eastbourne               | Rothesay International                          | Desirae Krawczyk Demi Schuurs               | Nicole Melichar-Martinez Ellen Perez      | 6–2, 6–4                 | $ 40.100                 | $ 24.300                 |
| 31 | Washington DC            | Mubadala Citi DC Open                           | Laura Siegemund Vera Zvonarjova             | Alexa Guarachi Monica Niculescu           | 6–4, 6–4                 | $ 40.100                 | $ 24.300                 |
| 37 | San Diego                | San Diego Open                                  | Barbora Krejčíková Kateřina Siniaková       | Danielle Collins Coco Vandeweghe          | 6–1, 6–4                 | $ 40.100                 | $ 24.300                 |
| 39 | Tokyo                    | Toray Pan Pacific Open                          | Ulrikke Eikeri Ingrid Neel                  | Eri Hozumi Makoto Ninomiya                | 3–6, 7–5, [10–5]         | $ 40.100                 | $ 24.300                 |
| 41 | Zhengzhou                | Zhengzhou Open                                  | Gabriela Dabrowski Erin Routliffe           | Shuko Aoyama Ena Shibahara                | 6–2, 6–4                 | $ 40.100                 | $ 24.300                 |
| WTA 250 |                          |                                                 |                                             |                                           |                          |                          |                          |
| 1 | Auckland                 | ASB Classic                                     | Miyu Kato Aldila Sutjiadi                   | Leylah Fernandez Bethanie Mattek-Sands    | 1–6, 7–5, [10–4]         | $ 12.447                 | $ 7.000                  |
| 2 | Hobart                   | Hobart International                            | Kirsten Flipkens Laura Siegemund            | Viktorija Golubic Panna Udvardy           | 6–4, 7–5                 | $ 12.447                 | $ 7.000                  |
| 5 | Hua Hin                  | Thailand Open                                   | Chan Hao-Ching Wu Fang-Hsien                | Wang Xinyu Zhu Lin                        | 6–1, 7–6(6)              | $ 12.447                 | $ 7.000                  |
| 5 | Lyon                     | Open 6e Sens                                    | Cristina Bucșa Bibiane Schoofs              | Olga Danilović Aleksandra Panova          | 7–6(5), 6–3              | € 10.820                 | € 6.090                  |
| 6 | Linz                     | Upper Austria Ladies Linz                       | Natela Dzalamidze Viktória Kužmová          | Anna-Lena Friedsam Nadija Kitjenok        | 4–6, 7–5, [12–10]        | € 10.820                 | € 6.090                  |
| 8 | Mérida                   | Mérida Open Akron                               | Catherine McNally Diane Parry               | Wang Xinyu Wu Fang-Hsien                  | 6–0, 7–5                 | $ 12.447                 | $ 7.000                  |
| 9 | Monterrey                | Abierto GNP Seguros                             | Yuliana Lizarazo María Paulina Pérez García | Kimberly Birrell Fernanda Contreras Gómez | 6–3, 5–7, [10–5]         | $ 12.447                 | $ 7.000                  |
| 9 | Austin                   | ATX Open                                        | Erin Routliffe Aldila Sutjiadi              | Nicole Melichar-Martinez Ellen Perez      | 6–4, 3–6, [10–8]         | $ 12.447                 | $ 7.000                  |
| 14 | Bogotá                   | Copa Colsanitas presentado por Zurich           | Irina Khromatjeva Iryna Sjymanovitj         | Oksana Kalasjnikova Katarzyna Piter       | 6–1, 3–6, [10–6]         | $ 12.447                 | $ 7.000                  |
| 21 | Rabat                    | Grand Prix SAR La Princesse Lalla Meryem        | Sabrina Santamaria Jana Sizikova            | Lidzija Marozava Ingrid Gamarra Martins   | 3–6, 6–1, [10–8]         | $ 12.447                 | $ 7.000                  |
| 21 | Strasbourg               | Internationaux de Strasbourg                    | Xu Yifan Yang Zhaoxuan                      | Desirae Krawczyk Giuliana Olmos           | 6–3, 6–2                 | € 10.820                 | € 6.090                  |
| 24 | 's-Hertogenbosch         | Libema Open                                     | Shuko Aoyama Ena Shibahara                  | Viktória Hrunčáková Tereza Mihalíková     | 6–3, 6–3                 | € 10.820                 | € 6.090                  |
| 24 | Nottingham               | Rothesay Open                                   | Ulrikke Eikeri Ingrid Neel                  | Harriet Dart Heather Watson               | 7–6(6), 5–7, [10–8]      | $ 12.447                 | $ 7.000                  |
| 25 | Birmingham               | Rothesay Classic                                | Marta Kostjuk Barbora Krejčíková            | Storm Hunter Alycia Parks                 | 6–2, 7–6(7)              | $ 12.447                 | $ 7.000                  |
| 26 | Bad Homburg vor der Höhe | Bad Homburg Open presented by Engel & Völkers   | Lidzija Marozava Ingrid Gamarra Martins     | Eri Hozumi Monica Niculescu               | 6–0, 7–6(3)              | $ 10.820                 | $ 6.090                  |
| 29 | Palermo                  | Palermo Ladies Open                             | Jana Sizikova Kimberley Zimmermann          | Angelica Moratelli Camilla Rosatello      | 6–2, 6–4                 | € 10.820                 | € 6.090                  |
| 29 | Budapest                 | Hungarian Grand Prix                            | Katarzyna Piter Fanny Stollar               | Jessie Aney Anna Sisková                  | 6–2, 4–6, [10–4]         | € 10.820                 | € 6.090                  |
| 30 | Hamborg                  | Hamburg European Open                           | Anna Danilina Aleksandra Panova             | Miriam Kolodziejová Angela Kulikov        | 6–4, 6–2                 | € 10.820                 | € 6.090                  |
| 30 | Lausanne                 | Ladies Open Lausanne                            | Anna Bondár Diane Parry                     | Amina Ansjba Anastasia Dețiuc             | 6–2, 6–1                 | $ 12.447                 | $ 7.000                  |
| 30 | Warszawa                 | BNP Paribas Poland Open                         | Heather Watson Yanina Wickmayer             | Weronika Falkowska Katarzyna Piter        | 6–4, 6–4                 | $ 12.447                 | $ 7.000                  |
| 31 | Prag                     | Livesport Prague Open                           | Nao Hibino Oksana Kalasjnikova              | Quinn Gleason Elixane Lechemia            | 6–7(7), 7–5, [10–3]      | $ 12.447                 | $ 7.000                  |
| 34 | Cleveland                | Tennis in the Land                              | Miyu Kato Aldila Sutjiadi                   | Nicole Melichar-Martinez Ellen Perez      | 6–4, 6–7(4), [10–8]      | $ 12.447                 | $ 7.000                  |
| 37 | Osaka                    | Kinoshita Group Japan Open Tennis Championships | Anna-Lena Friedsam Nadija Kitjenok          | Anna Kalinskaja Julija Putintseva         | 7–6(3), 6–3              | $ 12.447                 | $ 7.000                  |
| 38 | Guangzhou                | Galaxy Holding Group Guangzhou Open             | Guo Hanyu Jiang Xinyu                       | Eri Hozumi Makoto Ninomiya                | 6–3, 7–6(4)              | $ 12.447                 | $ 7.000                  |
| 39 | Ningbo                   | Ningbo Open                                     | Laura Siegemund Vera Zvonarjova             | Guo Hanyu Jiang Xinyu                     | 4–6, 6–3, [10–5]         | $ 12.447                 | $ 7.000                  |
| 41 | Hongkong                 | Prudential Hong Kong Tennis Open                | Tang Qianhui Tsao Chia-Yi                   | Oksana Kalasjnikova Aljaksandra Sasnovitj | 7–5, 1–6, [11–9]         | $ 12.447                 | $ 7.000                  |
| 41 | Seoul                    | Hana Bank Korea Open                            | Marie Bouzková Bethanie Mattek-Sands        | Luksika Kumkhum Peangtarn Plipuech        | 6–2, 6–1                 | $ 12.447                 | $ 7.000                  |
| 42 | Monastir                 | Jasmin Open Monastir                            | Sara Errani Jasmine Paolini                 | Mai Hontama Natalija Stevanović           | 2–6, 7–6(4), [10–6]      | $ 12.447                 | $ 7.000                  |
| 42 | Nanchang                 | Jiangxi Open                                    | Laura Siegemund Vera Zvonarjova             | Eri Hozumi Makoto Ninomiya                | 6–4, 6–2                 | $ 12.447                 | $ 7.000                  |
| 42 | Cluj-Napoca              | Transylvania Open                               | Jodie Burrage Jil Teichmann                 | Léolia Jeanjean Valerija Strakhova        | 2–6, 7–6(4), [10–6]      | $ 12.447                 | $ 7.000                  |
| Noter * Grand slam-turneringerne er ikke en del af WTA Tour, men de er en del af tourens kalender og giver point til WTA's verdensrangliste. |                          |                                                 |                                             |                                           |                          |                          |                          |

## Titler
Tekst mangler, hjælp os med at skrive teksten

## Verdensranglisten

### Ranglistepoint
Turneringerne var fordelt på følgende turneringskategorier med angivelse af de tilhørende ranglistepoint, spillerne opnår afhængig af deres resultater.
| Kategori | Antal turn. | Ranglistepoint i single | Ranglistepoint i single | Ranglistepoint i single | Ranglistepoint i single | Ranglistepoint i single                            | Ranglistepoint i single                            | Ranglistepoint i single                            | Ranglistepoint i single                            | Ranglistepoint i single                            | Ranglistepoint i single                            | Ranglistepoint i single                            | Ranglistepoint i single                            | Ranglistepoint i single                            | Ranglistepoint i double | Ranglistepoint i double | Ranglistepoint i double | Ranglistepoint i double | Ranglistepoint i double                            | Ranglistepoint i double                            | Ranglistepoint i double                            | Ranglistepoint i double                            |
| Kategori | Antal turn. | Delt.                   | V                       | F                       | 1/2                     | 1/4                                                | 1/8                                                | 1/16                                               | 1/32                                               | 1/64                                               | Q                                                  | Q3                                                 | Q2                                                 | Q1                                                 | Delt.                   | V                       | F                       | 1/2                     | 1/4                                                | 1/8                                                | 1/16                                               | 1/32                                               |
| --- | ----------- | ----------------------- | ----------------------- | ----------------------- | ----------------------- | -------------------------------------------------- | -------------------------------------------------- | -------------------------------------------------- | -------------------------------------------------- | -------------------------------------------------- | -------------------------------------------------- | -------------------------------------------------- | -------------------------------------------------- | -------------------------------------------------- | ----------------------- | ----------------------- | ----------------------- | ----------------------- | -------------------------------------------------- | -------------------------------------------------- | -------------------------------------------------- | -------------------------------------------------- |
| Grand slam * | 4           | 128S / 128Q             | 2000                    | 1300                    | 780                     | 430                                                | 240                                                | 130                                                | 70                                                 | 10                                                 | 40                                                 | 30                                                 | 20                                                 | 2                                                  | 64D                     | 2000                    | 1300                    | 780                     | 430                                                | 240                                                | 130                                                | 10                                                 |
| WTA Finals | 1           | 8S                      | G+750                   | G+330                   | G+0                     | Gruppespil: 250 pr. vundet kamp, 125 pr. tabt kamp | Gruppespil: 250 pr. vundet kamp, 125 pr. tabt kamp | Gruppespil: 250 pr. vundet kamp, 125 pr. tabt kamp | Gruppespil: 250 pr. vundet kamp, 125 pr. tabt kamp | Gruppespil: 250 pr. vundet kamp, 125 pr. tabt kamp | Gruppespil: 250 pr. vundet kamp, 125 pr. tabt kamp | Gruppespil: 250 pr. vundet kamp, 125 pr. tabt kamp | Gruppespil: 250 pr. vundet kamp, 125 pr. tabt kamp | Gruppespil: 250 pr. vundet kamp, 125 pr. tabt kamp | 8D                      | G+750                   | G+330                   | G+0                     | Gruppespil: 250 pr. vundet kamp, 125 pr. tabt kamp | Gruppespil: 250 pr. vundet kamp, 125 pr. tabt kamp | Gruppespil: 250 pr. vundet kamp, 125 pr. tabt kamp | Gruppespil: 250 pr. vundet kamp, 125 pr. tabt kamp |
| WTA Elite Trophy | 1           | 8S                      | G+460                   | G+200                   | G+0                     | Gruppespil: 120 pr. vundet kamp, 40 pr. tabt kamp  | Gruppespil: 120 pr. vundet kamp, 40 pr. tabt kamp  | Gruppespil: 120 pr. vundet kamp, 40 pr. tabt kamp  | Gruppespil: 120 pr. vundet kamp, 40 pr. tabt kamp  | Gruppespil: 120 pr. vundet kamp, 40 pr. tabt kamp  | Gruppespil: 120 pr. vundet kamp, 40 pr. tabt kamp  | Gruppespil: 120 pr. vundet kamp, 40 pr. tabt kamp  | Gruppespil: 120 pr. vundet kamp, 40 pr. tabt kamp  | Gruppespil: 120 pr. vundet kamp, 40 pr. tabt kamp  | -                       |                         |                         |                         |                                                    |                                                    |                                                    |                                                    |
| WTA 1000 (obligatorisk) | 4           | 96S / 48Q               | 1000                    | 650                     | 390                     | 215                                                | 120                                                | 65                                                 | 35                                                 | 10                                                 | 30                                                 | -                                                  | 20                                                 | 2                                                  | 28-32D                  | 1000                    | 650                     | 390                     | 215                                                | 120                                                | 10                                                 | -                                                  |
| WTA 1000 (obligatorisk) | 4           | 60-64S / 32Q            | 1000                    | 650                     | 390                     | 215                                                | 120                                                | 65                                                 | 10                                                 | -                                                  | 30                                                 | -                                                  | 20                                                 | 2                                                  | 28-32D                  | 1000                    | 650                     | 390                     | 215                                                | 120                                                | 10                                                 | -                                                  |
| WTA 1000 (ikke-obligatorisk) | 5           | 56S / 32-48Q            | 900                     | 585                     | 350                     | 190                                                | 105                                                | 60                                                 | 1                                                  | -                                                  | 30                                                 | -                                                  | 20                                                 | 1                                                  | 28D                     | 900                     | 585                     | 350                     | 190                                                | 105                                                | 1                                                  | -                                                  |
| WTA 500 | 13          | 48-64S / 24-32Q         | 470                     | 305                     | 185                     | 100                                                | 55                                                 | 30                                                 | 1                                                  | -                                                  | 25                                                 | -                                                  | 13                                                 | 1                                                  | 24-28D                  | 470                     | 305                     | 185                     | 100                                                | 55                                                 | 1                                                  | -                                                  |
| WTA 500 | 13          | 28-32S / 32-48Q         | 470                     | 305                     | 185                     | 100                                                | 55                                                 | 1                                                  | -                                                  | -                                                  | 25                                                 | 18                                                 | 13                                                 | 1                                                  | 16D                     | 470                     | 305                     | 185                     | 100                                                | 1                                                  | -                                                  | -                                                  |
| WTA 500 | 13          | 28-32S / 16-24Q         | 470                     | 305                     | 185                     | 100                                                | 55                                                 | 1                                                  | -                                                  | -                                                  | 25                                                 | -                                                  | 13                                                 | 1                                                  | 16D                     | 470                     | 305                     | 185                     | 100                                                | 1                                                  | -                                                  | -                                                  |
| WTA 250 | 37          | 32S / 16-24Q            | 280                     | 180                     | 110                     | 60                                                 | 30                                                 | 1                                                  | -                                                  | -                                                  | 18                                                 | -                                                  | 12                                                 | 1                                                  | 16D                     | 280                     | 180                     | 110                     | 60                                                 | 1                                                  | -                                                  | -                                                  |
| WTA 250 | 37          | 32S / 8Q                | 280                     | 180                     | 110                     | 60                                                 | 30                                                 | 1                                                  | -                                                  | -                                                  | 18                                                 | -                                                  | -                                                  | 1                                                  | 16D                     | 280                     | 180                     | 110                     | 60                                                 | 1                                                  | -                                                  | -                                                  |
| United Cup | 1           |                         | Maks. 500               | Maks. 500               | Maks. 500               | Maks. 500                                          | Maks. 500                                          | Maks. 500                                          | Maks. 500                                          | Maks. 500                                          | Maks. 500                                          | Maks. 500                                          | Maks. 500                                          | Maks. 500                                          |                         |                         |                         |                         |                                                    |                                                    |                                                    |                                                    |
| Note * Grand slam-turneringerne er ikke en del af WTA Tour, men de er en del af tourens kalender og giver point til WTA's verdensrangliste. |             |                         |                         |                         |                         |                                                    |                                                    |                                                    |                                                    |                                                    |                                                    |                                                    |                                                    |                                                    |                         |                         |                         |                         |                                                    |                                                    |                                                    |                                                    |

### Single
WTA's verdensrangliste pr. 6. november 2023 gjaldt som rangeringen ved sæsonens afslutning.
| Plac.           | Spiller                   | Point | Turn. | WTA-titler                                                    |
| --------------- | ------------------------- | ----- | ----- | ------------------------------------------------------------- |
| 1.              | Iga Świątek               | 9295  | 19    | Roland-Garros, WTA Finals, Beijing, Doha, Stuttgart, Warszawa |
| 2.              | Aryna Sabalenka           | 9050  | 16    | Australian Open, Madrid, Adelaide 1                           |
| 3.              | Coco Gauff                | 6580  | 19    | US Open, Cincinnati, Washington, Auckland                     |
| 4.              | Jelena Rybakina           | 6365  | 18    | Indian Wells, Rom                                             |
| 5.              | Jessica Pegula            | 5975  | 20    | Montréal, Seoul                                               |
| 6.              | Ons Jabeur                | 4195  | 21    | Charleston, Ningbo                                            |
| 7.              | Markéta Vondroušová       | 4075  | 17    | Wimbledon                                                     |
| 8.              | Karolína Muchová          | 3651  | 16    | -                                                             |
| 9.              | Maria Sakkari             | 3620  | 24    | Guadalajara                                                   |
| 10.             | Barbora Krejčíková        | 2880  | 21    | Dubai, San Diego                                              |
| 11.             | Beatriz Haddad Maia       | 2855  | 23    | WTA Elite Trophy                                              |
| 12.             | Madison Keys              | 2816  | 18    | Eastbourne                                                    |
| 13.             | Jeļena Ostapenko          | 2720  | 23    | Birmingham                                                    |
| 14.             | Petra Kvitová             | 2660  | 17    | Miami, Berlin                                                 |
| 15.             | Zheng Qinwen              | 2660  | 23    | Zhengzhou, Palermo                                            |
| 16.             | Ljudmila Samsonova        | 2650  | 24    | -                                                             |
| 17.             | Belinda Bencic            | 2570  | 18    | Adelaide 2, Abu Dhabi                                         |
| 18.             | Darja Kasatkina           | 2550  | 25    | -                                                             |
| 19.             | Veronika Kudermetova      | 2520  | 25    | Tokyo                                                         |
| 20.             | Caroline Garcia           | 2095  | 27    | -                                                             |
| 21.             | Jekaterina Aleksandrova   | 2035  | 24    | 's-Hertogenbosch                                              |
| 22.             | Viktorija Azarenka        | 1905  | 21    | -                                                             |
| 23.             | Donna Vekić               | 1865  | 21    | Monterrey                                                     |
| 24.             | Magda Linette             | 1861  | 24    | -                                                             |
| 25.             | Elina Svitolina           | 1809  | 13    | Strasbourg                                                    |
| 26.             | Sorana Cîrstea            | 1765  | 23    | -                                                             |
| 27.             | Anhelina Kalinina         | 1677  | 28    | -                                                             |
| 28.             | Anastasija Potapova       | 1588  | 21    | Linz                                                          |
| 29.             | Elise Mertens             | 1495  | 23    | Monastir                                                      |
| 30.             | Jasmine Paolini           | 1435  | 29    | -                                                             |
| 31.             | Lesja Tsurenko            | 1432  | 19    | -                                                             |
| 32.             | Wang Xinyu                | 1370  | 25    | -                                                             |
| 33.             | Sofia Kenin               | 1345  | 22    | -                                                             |
| 34.             | Marie Bouzková            | 1325  | 24    | -                                                             |
| 35.             | Leylah Fernandez          | 1325  | 25    | Hongkong                                                      |
| 36.             | Zhu Lin                   | 1292  | 25    | Hua Hin                                                       |
| 37.             | Karolína Plíšková         | 1285  | 21    | -                                                             |
| 38.             | Emma Navarro              | 1272  | 30    | -                                                             |
| 39.             | Marta Kostjuk             | 1260  | 23    | Austin                                                        |
| 40.             | Petra Martić              | 1253  | 20    | -                                                             |
| 41.             | Linda Nosková             | 1247  | 24    | -                                                             |
| 42.             | Caroline Dolehide         | 1205  | 28    | -                                                             |
| 43.             | Martina Trevisan          | 1187  | 23    | -                                                             |
| 44.             | Varvara Gracheva          | 1186  | 29    | -                                                             |
| 45.             | Kateřina Siniaková        | 1160  | 21    | Bad Homburg, Nanchang                                         |
| 46.             | Mirra Andrejeva           | 1149  | 13    | -                                                             |
| 47.             | Alycia Parks              | 1140  | 30    | Lyon                                                          |
| 48.             | Sloane Stephens           | 1135  | 21    | -                                                             |
| 49.             | Mayar Sherif              | 1135  | 26    | -                                                             |
| 50.             | Sara Sorribes Tormo       | 1126  | 16    | Cleveland                                                     |
| 51.             | Arantxa Rus               | 1124  | 31    | -                                                             |
| 52.             | Elisabetta Cocciaretto    | 1121  | 19    | Lausanne                                                      |
| 53.             | Peyton Stearns            | 1119  | 24    | -                                                             |
| 54.             | Anna Blinkova             | 1110  | 29    | -                                                             |
| 55.             | Danielle Collins          | 1088  | 19    | -                                                             |
| 56.             | Camila Giorgi             | 1087  | 19    | Mérida                                                        |
| 57.             | Tatjana Maria             | 1080  | 35    | Bogotá                                                        |
| 58.             | Katie Boulter             | 1073  | 22    | Nottingham                                                    |
| 59.             | Anastasija Pavljutjenkova | 1044  | 17    | -                                                             |
| 60.             | Diana Sjnaider            | 1021  | 23    | -                                                             |
| 61.             | Clara Burel               | 990   | 24    | -                                                             |
| 62.             | Greet Minnen              | 990   | 22    | -                                                             |
| 63.             | Magdalena Fręch           | 979   | 32    | -                                                             |
| 64.             | Lucia Bronzetti           | 968   | 31    | Rabat                                                         |
| 65.             | Rebeka Masarova           | 962   | 24    | -                                                             |
| 66.             | Paula Badosa              | 947   | 14    | -                                                             |
| 67.             | Ana Bogdan                | 942   | 24    | -                                                             |
| 68.             | Bernarda Pera             | 941   | 23    | -                                                             |
| 69.             | Julija Putintseva         | 937   | 25    | -                                                             |
| 70.             | Lauren Davis              | 933   | 22    | Hobart                                                        |
| 71.             | Anna Karolína Schmiedlová | 930   | 24    | -                                                             |
| 72.             | Wang Xiyu                 | 926   | 26    | Guangzhou                                                     |
| 73.             | Tamara Korpatsch          | 923   | 32    | Cluj-Napoca                                                   |
| 74.             | Yanina Wickmayer          | 917   | 24    | -                                                             |
| 75.             | Elina Avanesjan           | 915   | 23    | -                                                             |
| 76.             | Irina-Camelia Begu        | 888   | 15    | -                                                             |
| 77.             | Anna Kalinskaja           | 885   | 21    | -                                                             |
| 78.             | Nadia Podoroska           | 880   | 28    | -                                                             |
| 79.             | Camila Osorio             | 874   | 21    | -                                                             |
| 80.             | Taylor Townsend           | 868   | 19    | -                                                             |
| 81.             | Ashlyn Krueger            | 863   | 28    | Osaka                                                         |
| 82.             | Emina Bektas              | 846   | 26    | -                                                             |
| 83.             | Cristina Bucșa            | 843   | 30    | -                                                             |
| 84.             | Viktorija Golubic         | 834   | 22    | -                                                             |
| 85.             | Clara Tauson              | 823   | 21    | -                                                             |
| 86.             | Laura Siegemund           | 814   | 16    | -                                                             |
| 87.             | Kayla Day                 | 807   | 25    | -                                                             |
| 88.             | Aljaksandra Sasnovitj     | 803   | 26    | -                                                             |
| 89.             | Linda Fruhvirtová         | 800   | 26    | -                                                             |
| 90.             | Nao Hibino                | 774   | 27    | Prag                                                          |
| 91.             | Julia Grabher             | 772   | 26    | -                                                             |
| 92.             | Bianca Andreescu          | 764   | 17    | -                                                             |
| 93.             | Jodie Burrage             | 762   | 25    | -                                                             |
| 94.             | Claire Liu                | 759   | 28    | -                                                             |
| 95.             | Kamilla Rakhimova         | 758   | 29    | -                                                             |
| 96.             | Viktorija Tomova          | 751   | 28    | -                                                             |
| 97.             | Wang Yafan                | 737   | 17    | -                                                             |
| 98.             | Jaqueline Cristian        | 735   | 31    | -                                                             |
| 99.             | Kateryna Baindl           | 733   | 26    | -                                                             |
| 100.            | Tamara Zidanšek           | 725   | 27    | -                                                             |
| Danske spillere |                           |       |       |                                                               |
| 236.            | Caroline Wozniacki        | 301   | 3     | -                                                             |
| 410.            | Johanne Svendsen          | 141   | 18    | -                                                             |
| 520.            | Olga Helmi                | 98    | 17    | -                                                             |
| 917.            | Rebecca Munk Mortensen    | 23    | 6     | -                                                             |
| 1061.           | Sarafina Hansen           | 13    | 4     | -                                                             |
| 1100.           | Elena Jamshidi            | 12    | 7     | -                                                             |
| 1217.           | Olivia Gram               | 8     | 4     | -                                                             |

### Double
| Plac.           | Spiller                   | Point | Turn. | WTA-titler                                           |
| --------------- | ------------------------- | ----- | ----- | ---------------------------------------------------- |
| 1.              | Storm Hunter              | 6055  | 18    | Rom, Guadalajara                                     |
| 2.              | Elise Mertens             | 5870  | 15    | Rom, Guadalajara                                     |
| 3.              | Coco Gauff                | 5755  | 14    | Miami, Doha                                          |
| 3.              | Jessica Pegula            | 5755  | 15    | Miami, Doha                                          |
| 5.              | Laura Siegemund           | 5585  | 22    | WTA Finals, Washington, Hobart, Ningbo, Nanchang     |
| 6.              | Hsieh Su-Wei              | 5241  | 10    | Roland-Garros, Wimbledon                             |
| 7.              | Taylor Townsend           | 5180  | 12    | Cincinnati, Adelaide 1, Adelaide 2                   |
| 8.              | Gabriela Dabrowski        | 5115  | 20    | US Open, Zhengzhou                                   |
| 9.              | Vera Zvonarjova           | 5070  | 22    | WTA Finals, Washington, Hobart, Ningbo, Nanchang     |
| 10.             | Kateřina Siniaková        | 4895  | 12    | Australian Open, Indian Wells, San Diego             |
| 11.             | Erin Routliffe            | 4810  | 33    | US Open, Zhengzhou, Austin                           |
| 12.             | Shuko Aoyama              | 4695  | 27    | Montréal, 's-Hertogenbosch                           |
| 13.             | Barbora Krejčíková        | 4665  | 11    | Australian Open, Indian Wells, San Diego, Birmingham |
| 14.             | Ena Shibahara             | 4525  | 24    | Montréal, 's-Hertogenbosch                           |
| 15.             | Nicole Melichar-Martinez  | 4275  | 29    | -                                                    |
| 16.             | Desirae Krawczyk          | 4155  | 23    | Charleston, Stuttgart, Eastbourne                    |
| 17.             | Ellen Perez               | 4150  | 29    | -                                                    |
| 18.             | Luisa Stefani             | 4030  | 22    | Adelaide 2, Abu Dhabi, Berlin                        |
| 19.             | Demi Schuurs              | 3815  | 21    | Stuttgart, Eastbourne                                |
| 20.             | Leylah Fernandez          | 3690  | 12    | -                                                    |
| 21.             | Chan Hao-Ching            | 3615  | 24    | Hua Hin                                              |
| 22.             | Wang Xinyu                | 3505  | 9     | Roland-Garros                                        |
| 23.             | Marie Bouzková            | 3048  | 13    | Beijing, Seoul                                       |
| 24.             | Beatriz Haddad Maia       | 2927  | 13    | WTA Elite Trophy, Madrid                             |
| 25.             | Giuliana Olmos            | 2890  | 27    | -                                                    |
| 26.             | Aldila Sutjiadi           | 2675  | 27    | Auckland, Austin, Cleveland                          |
| 27.             | Miyu Kato                 | 2635  | 28    | Auckland, Cleveland                                  |
| 28.             | Marta Kostjuk             | 2456  | 15    | Birmingham                                           |
| 29.             | Veronika Kudermetova      | 2435  | 16    | WTA Elite Trophy, Dubai                              |
| 30.             | Latisha Chan              | 2400  | 23    | -                                                    |
| 31.             | Alycia Parks              | 2395  | 26    | Cincinnati                                           |
| 32.             | Yang Zhaoxuan             | 2360  | 25    | Strasbourg                                           |
| 33.             | Sara Sorribes Tormo       | 2327  | 7     | Beijing                                              |
| 34.             | Zhang Shuai               | 2320  | 18    | Abu Dhabi                                            |
| 35.             | Ljudmyla Kitjenok         | 2275  | 24    | -                                                    |
| 36.             | Jeļena Ostapenko          | 2210  | 19    | -                                                    |
| 37.             | Elena-Gabriela Ruse       | 2140  | 10    | -                                                    |
| 38.             | Ulrikke Eikeri            | 2120  | 29    | Tokyo, Nottingham                                    |
| 39.             | Ingrid Neel               | 2070  | 28    | Tokyo, Nottingham                                    |
| 40.             | Caroline Dolehide         | 2037  | 11    | -                                                    |
| 41.             | Monica Niculescu          | 1975  | 25    | -                                                    |
| 42.             | Magda Linette             | 1970  | 12    | -                                                    |
| 43.             | Oksana Kalasjnikova       | 1915  | 32    | Prag                                                 |
| 44.             | Markéta Vondroušová       | 1865  | 12    | -                                                    |
| 45.             | Ljudmila Samsonova        | 1852  | 11    | Dubai                                                |
| 46.             | Viktorija Azarenka        | 1811  | 6     | Madrid                                               |
| 47.             | Ingrid Martins            | 1805  | 31    | Bad Homburg                                          |
| 48.             | Eri Hozumi                | 1685  | 32    | -                                                    |
| 49.             | Makoto Ninomiya           | 1675  | 29    | -                                                    |
| 50.             | Asia Muhammad             | 1675  | 19    | Adelaide 1                                           |
| 51.             | Bethanie Mattek-Sands     | 1670  | 17    | Seoul                                                |
| 52.             | Anna Bondár               | 1665  | 18    | Lausanne                                             |
| 53.             | Nadija Kitjenok           | 1660  | 28    | Osaka                                                |
| 54.             | Tereza Mihalíková         | 1625  | 31    | -                                                    |
| 55.             | Xu Yifan                  | 1600  | 23    | Strasbourg                                           |
| 56.             | Anna Danilina             | 1585  | 33    | Hamborg                                              |
| 57.             | Miriam Kolodziejová       | 1570  | 24    | -                                                    |
| 58.             | Wu Fang-Hsien             | 1550  | 22    | Hua Hin                                              |
| 59.             | Greet Minnen              | 1501  | 12    | -                                                    |
| 60.             | Jana Sizikova             | 1477  | 26    | Rabat, Palermo                                       |
| 61.             | Aleksandra Panova         | 1455  | 31    | Hamborg                                              |
| 62.             | Lidzija Marozava          | 1455  | 28    | Bad Homburg                                          |
| 63.             | Tímea Babos               | 1455  | 23    | -                                                    |
| 64.             | Kimberley Zimmermann      | 1440  | 25    | Palermo                                              |
| 65.             | Irina Khromatjeva         | 1415  | 26    | Bogotá                                               |
| 66.             | Cristina Bucșa            | 1415  | 20    | Lyon                                                 |
| 67.             | Katarzyna Piter           | 1316  | 19    | Budapest                                             |
| 68.             | Iryna Sjymanovitj         | 1299  | 25    | Bogotá                                               |
| 69.             | Alexa Guarachi            | 1294  | 26    | -                                                    |
| 70.             | Kristina Mladenovic       | 1207  | 18    | -                                                    |
| 71.             | Yanina Wickmayer          | 1192  | 14    | Warszawa                                             |
| 72.             | Bernarda Pera             | 1186  | 8     | -                                                    |
| 73.             | Guo Hanyu                 | 1138  | 17    | Guangzhou                                            |
| 74.             | Maia Lumsden              | 1134  | 23    | -                                                    |
| 75.             | Sophie Chang              | 1133  | 25    | -                                                    |
| 76.             | Anna Kalinskaja           | 1126  | 9     | -                                                    |
| 77.             | Bibiane Schoofs           | 1124  | 29    | Lyon                                                 |
| 78.             | Viktória Hrunčáková       | 1104  | 13    | -                                                    |
| 79.             | Sabrina Santamaria        | 1095  | 33    | Rabat                                                |
| 80.             | Jiang Xinyu               | 1089  | 17    | Guangzhou                                            |
| 81.             | Aljaksandra Sasnovitj     | 1085  | 15    | -                                                    |
| 82.             | Anastasija Pavljutjenkova | 1080  | 8     | -                                                    |
| 83.             | Diane Parry               | 1071  | 12    | Mérida, Lausanne                                     |
| 84.             | Danielle Collins          | 1065  | 8     | Charleston                                           |
| 85.             | Camilla Rosatello         | 1062  | 21    | -                                                    |
| 86.             | Arantxa Rus               | 1056  | 17    | -                                                    |
| 87.             | Angelica Moratelli        | 1044  | 24    | -                                                    |
| 88.             | Heather Watson            | 1042  | 15    | Warszawa                                             |
| 89.             | Anna Sisková              | 1040  | 31    | -                                                    |
| 90.             | Caroline Garcia           | 1023  | 6     | Berlin                                               |
| 91.             | Amina Ansjba              | 1009  | 31    | -                                                    |
| 92.             | Dalila Jakupović          | 1005  | 28    | -                                                    |
| 93.             | Weronika Falkowska        | 994   | 21    | -                                                    |
| 94.             | Jennifer Brady            | 985   | 3     | -                                                    |
| 95.             | Elixane Lechemia          | 985   | 27    | -                                                    |
| 96.             | Olivia Gadecki            | 983   | 19    | -                                                    |
| 97.             | Jasmine Paolini           | 978   | 11    | Monastir                                             |
| 98.             | Naiktha Bains             | 973   | 16    | -                                                    |
| 99.             | Anastasia Dețiuc          | 966   | 29    | -                                                    |
| 100.            | Aliona Bolsova            | 955   | 23    | -                                                    |
| Danske spillere |                           |       |       |                                                      |
| 516.            | Johanne Svendsen          | 125   | 10    | -                                                    |
| 770.            | Olga Helmi                | 52    | 6     | -                                                    |
| 1001.           | Rebecca Munk Mortensen    | 26    | 4     | -                                                    |
| 1017.           | Hannah Viller Møller      | 25    | 4     | -                                                    |
| 1419.           | Cecilie Wiche             | 9     | 6     | -                                                    |
| 1428.           | Olivia Gram               | 8     | 3     | -                                                    |
| 1545.           | Elena Jamshidi            | 3     | 3     | -                                                    |

## Priser
WTA Awards 2023 blev uddelt til følgende modtagere.
| Pris                                  | Vinder | Ref. |
| ------------------------------------- | ------ | ---- |
| WTA Nr. 1                             |        |      |
| WTA Double Nr. 1                      |        |      |
| Årets spiller                         |        |      |
| Årets doublepar                       |        |      |
| Årets mest forbedrede spiller         |        |      |
| Årets "newcomer"                      |        |      |
| Årets comeback-spiller                |        |      |
| Karen Krantzcke Sportsmanship Award   |        |      |
| Peachy Kellmeyer Player Service Award |        |      |
| Jerry Diamond ACES Award              |        |      |
| Karen Krantzcke Sportsmanship Award   |        |      |
| Årets træner                          |        |      |
| Årets WTA 1000-turnering              |        |      |
| Årets WTA 500-turnering               |        |      |
| Årets WTA 250-turnering               |        |      |
| Årets slag                            |        |      |